# Molinos de Duero
Molinos de Duero – gmina w Hiszpanii, w prowincji Soria, w Kastylii i León, o powierzchni 27,39 km². W 2011 roku gmina liczyła 180 mieszkańców.